# Élisabeth de Bavière-Landshut
Élisabeth de Bavière-Landshut (1383 – 13 novembre 1442), surnommée « Schöne Else » (« Belle Else », diminutif allemand de ce prénom), est une princesse-électrice de Brandenbourg.

## Biographie
Élisabeth est la fille du duc Frédéric le Sage et de sa seconde épouse Maddalena Visconti. Le 18 septembre 1401, elle épouse Frédéric de Hohenzollern, burgrave de Nuremberg, qui est promu prince-électeur du Brandebourg en 1415 et règne sous le nom de Frédéric Ier.  Au cours des longs voyages de son mari en Italie, en Hongrie et au concile de Constance, elle le représente avec sagesse, malgré les grands problèmes politiques que connaît alors le Brandebourg.
Elle est l'ancêtre de la lignée royale de la  maison de Hohenzollern par son troisième fils Albert III Achille de Brandebourg.

## Descendance
Elle a dix enfants avec Frédéric :
1. Élisabeth (1403 – 31 octobre 1449, Legnica), épouse :
  1. à Constance, le duc Louis II de Brzeg et de Legnica (1380/5 – 1436) en 1418 ;
  2. le duc Venceslas Ier de Cieszyn (1413/18 – 1474).
2. Jean IV (1406 – 1465), margrave de Brandenbourg-Culmbach.
  1. épouse en 1416 la princesse Barbara de Saxe-Wittenberg (1405 – 1465).
3. Cécile (c. 1405 – 4 January 1449), épouse :
  1. à Berlin, le duc Guillaume Ier of Brunswick-Wolfenbüttel (1392 – 1482) le 30 mai 1423.
4. Marguerite (1410 – 27 juillet 1465, Landshut), épouse :
  1. le duc Albert V de Mecklembourg (1397 – 1423) en 1423 ;
  2. à Ingolstadt, le duc Louis VIII de Bavière (1403 – 1445) le 20 juillet 1441 ;
  3. le comte Martin de Waldenfels (d. 1471) en 1446.
5. Madeleine (c. 1412 – 27 octobre 1454, Scharnebeck), épouse :
  1. à Tangermünde, le duc Frédéric II de Brunswick-Lunebourg (1418 – 1478), le 3 juillet 1429.
6. Frédéric II (1413 – 1471), prince-électeur de Brandenbourg
  1. épouse la princesse Catherine de Saxe (1421 – 1476) en 1446.
7. Albert III (1414 – 1486), prince-électeur de Brandenbourg, épouse :
  1. la princesse Marguerite de Baden (1431 – 1457) en 1446;
  2. la princesse Anne de Saxe (1437 – 1512)
8. Sofie (née et morte en 1417).
9. Dorothée (9 février 1420 – 19 janvier 1491, Rehna), épouse :
  1. le duc Henri IV de Mecklembourg (1417–1477) en 1432.
10. Frédéric III de Brandenbourg (c. 1424 – 6 octobre 1463, Tangermünde), seigneur d'Altmark, épouse :
  1. la princesse Agnès de Pomeranie (1436 – 1512) en 1449.